# 萩原恭次郎

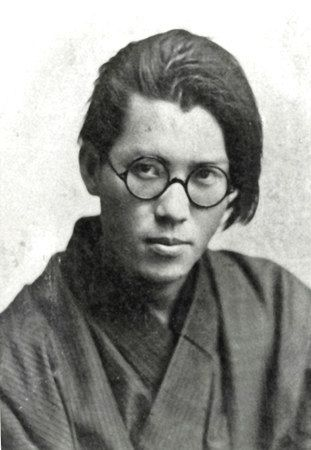
萩原恭次郎

萩原 恭次郎（はぎわら きょうじろう、1899年（明治32年）5月23日 - 1938年（昭和13年）11月22日）は、大正・昭和時代の詩人。大正末期の芸術革命の先頭に立ち、はじめはダダイストとして活動したが、のちアナーキズム運動に傾倒。若くしてこの世を去った。詩集『死刑宣告』、詩篇「もうろくずきん」「亜細亜に巨人あり」などの作品で知られる。本姓は金井（養子になったことによる）。

## 略歴
- 1899年 群馬県勢多郡南橘村（現前橋市）生まれ。
- 1916年 萩原朔太郎との交友が始まる。
- 1918年 前橋中学校卒業。川路柳虹の『現代詩歌』に参加。
- 1920年 群馬銀行入行。詩話会会員になる
- 1922年 群馬銀行を退行し上京。正光社に入社し編集者として働き始める。
- 1923年 『赤と黒』創刊。同人に壺井繁治、岡本潤、川崎長太郎。のち林政雄、小野十三郎が参加。
- 1925年 『マヴォ』第五号から編集に参加。詩集『死刑宣告』を上梓。
- 1932年 『クロポトキンを中心とした芸術の研究』創刊
- 1938年 溶血性貧血で病死。享年40。墓所は前橋市林倉寺。戒名は宝積院哲茂恭謳居士[1]。

## 主な詩集
- 第一詩集『死刑宣告』（1925年10月18日、長隆舎書店、装幀・岡田龍夫）
- 第二詩集『断片』（1931年、渓文社）
- 『萩原恭次郎全詩集』（1968年、思潮社）
- 『萩原恭次郎全集』（1980年、静地社）